# Michael Hughes
Michael Eamon Hughes (2 d'agost de 1971) és un exfutbolista nord-irlandès de la dècada de 1990.
Fou 71 cops internacional amb la selecció d'Irlanda del Nord. Pel que fa a clubs, defensà els colors de Manchester City FC, RC Strasbourg, West Ham United FC, Wimbledon FC, Birmingham City FC, Crystal Palace FC i Coventry City FC.
A data de 2018 és un dels màxims propietaris del club Carrick Rangers. També fou entrenador del club.